# St. Antonius (Neukirchen)

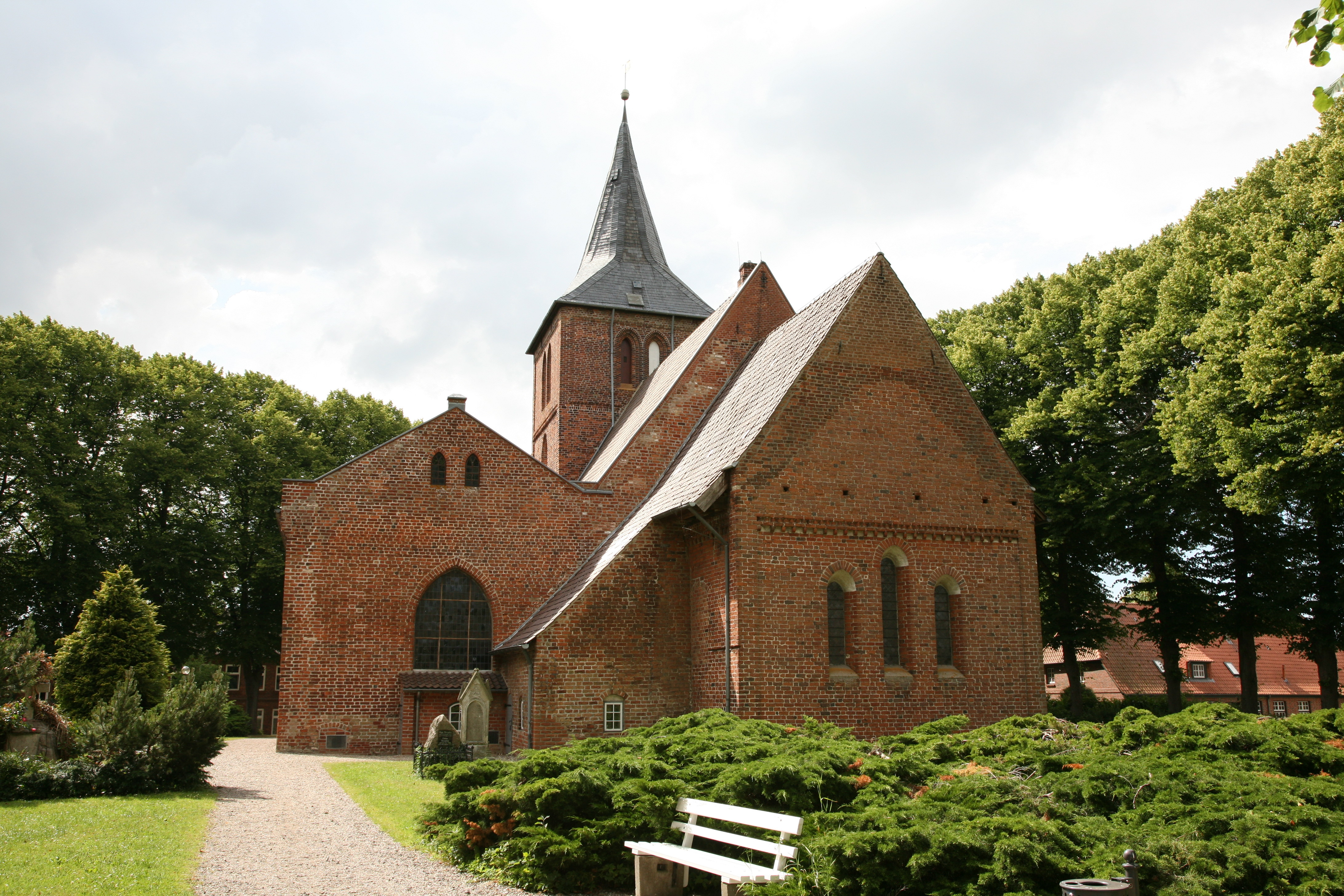
St. Antonius (Neukirchen)

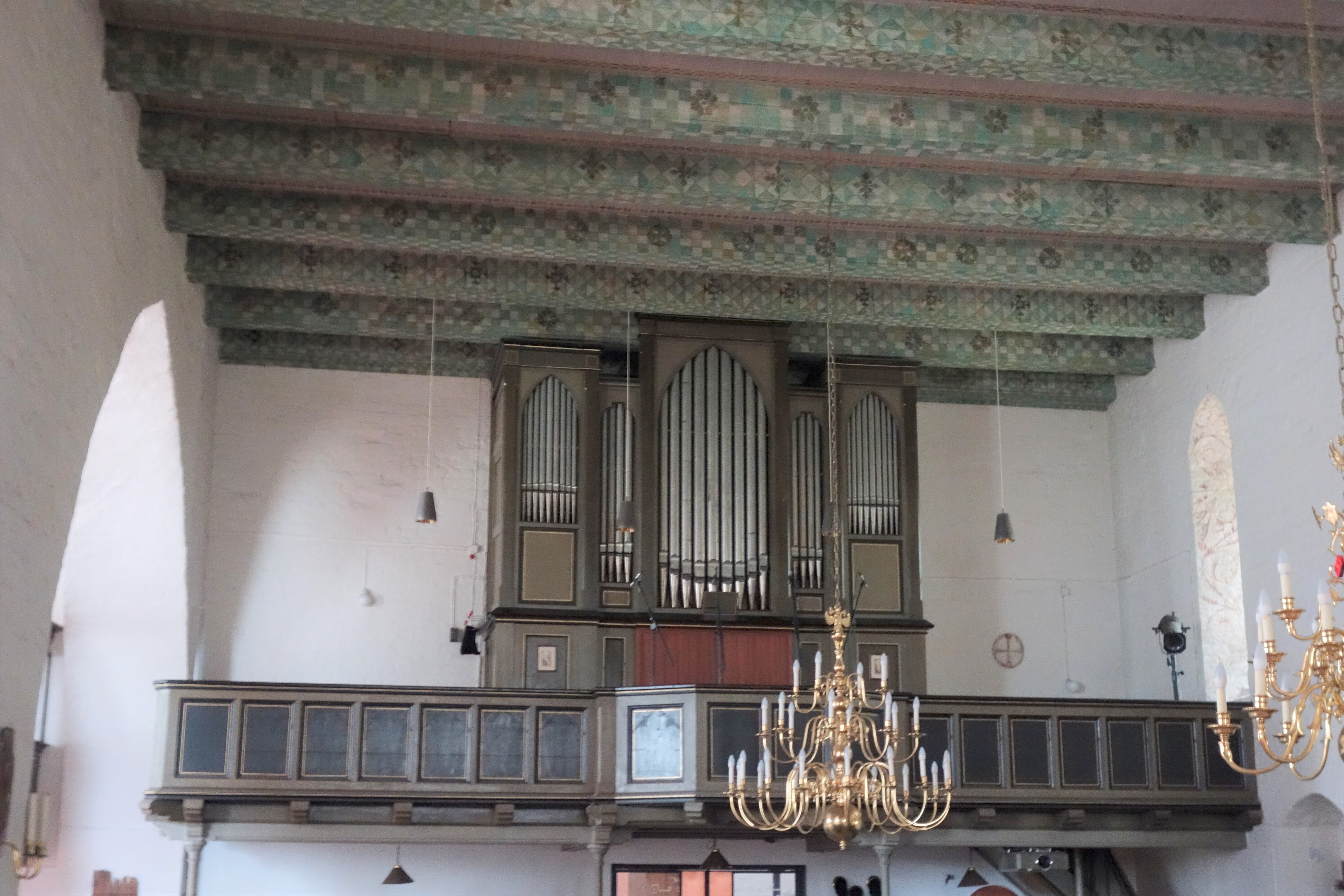
Orgelempore

Die Kirche St. Antonius ist ein geschütztes Kulturdenkmal mit der Objekt-ID 4107 im Denkmalschutzgesetz in Neukirchen, einer Gemeinde im Kreis Ostholstein in Schleswig-Holstein.  Die Kirchengemeinde gehört zum Kirchenkreis Ostholstein der Evangelisch-Lutherischen Kirche in Norddeutschland.

## Beschreibung
Die Saalkirche wurde um 1240 von Adolf IV. von Schauenburg und Holstein gestiftet. Sie besteht im Kern aus einem Langhaus, einem eingezogenen, gerade geschlossenen Chor im Osten, unter dessen Schleppdach sich die Sakristei befindet, und einem Kirchturm im Westen, der mit einem schiefergedeckten, vierseitigen Knickhelm bedeckt ist. Um 1500 wurde die Breite des Langhauses nach Süden verdoppelt. Das alte Langhaus ist mit der Erweiterung durch Arkaden verbunden.
Der Innenraum des Langhauses ist mit einer Flachdecke überspannt, der des Chors mit einem Kreuzgratgewölbe, der der Sakristei mit einem Kreuzrippengewölbe. Die Orgel auf der Empore wurde 1974 von Orgelbau Friedrich Weigle gebaut.